# Едуард Воян

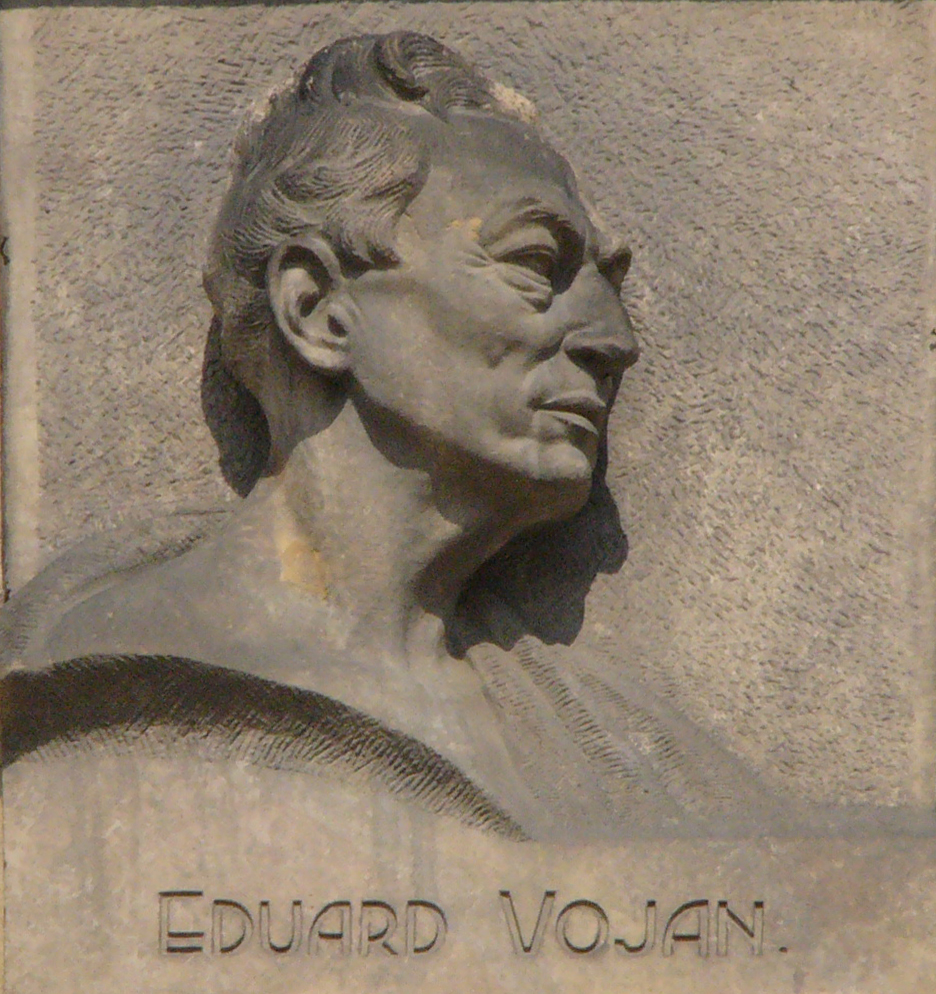
Барельєф Едуарда Вояна

Едуард Воян (чеськ. Eduard Vojan; 6 травня 1853, Прага — 31 травня 1920, Прага) — один із найвідоміших чеських акторів театру і німого кіно, режисер. Основоположник сучасної чеської акторської школи.

## Біографія

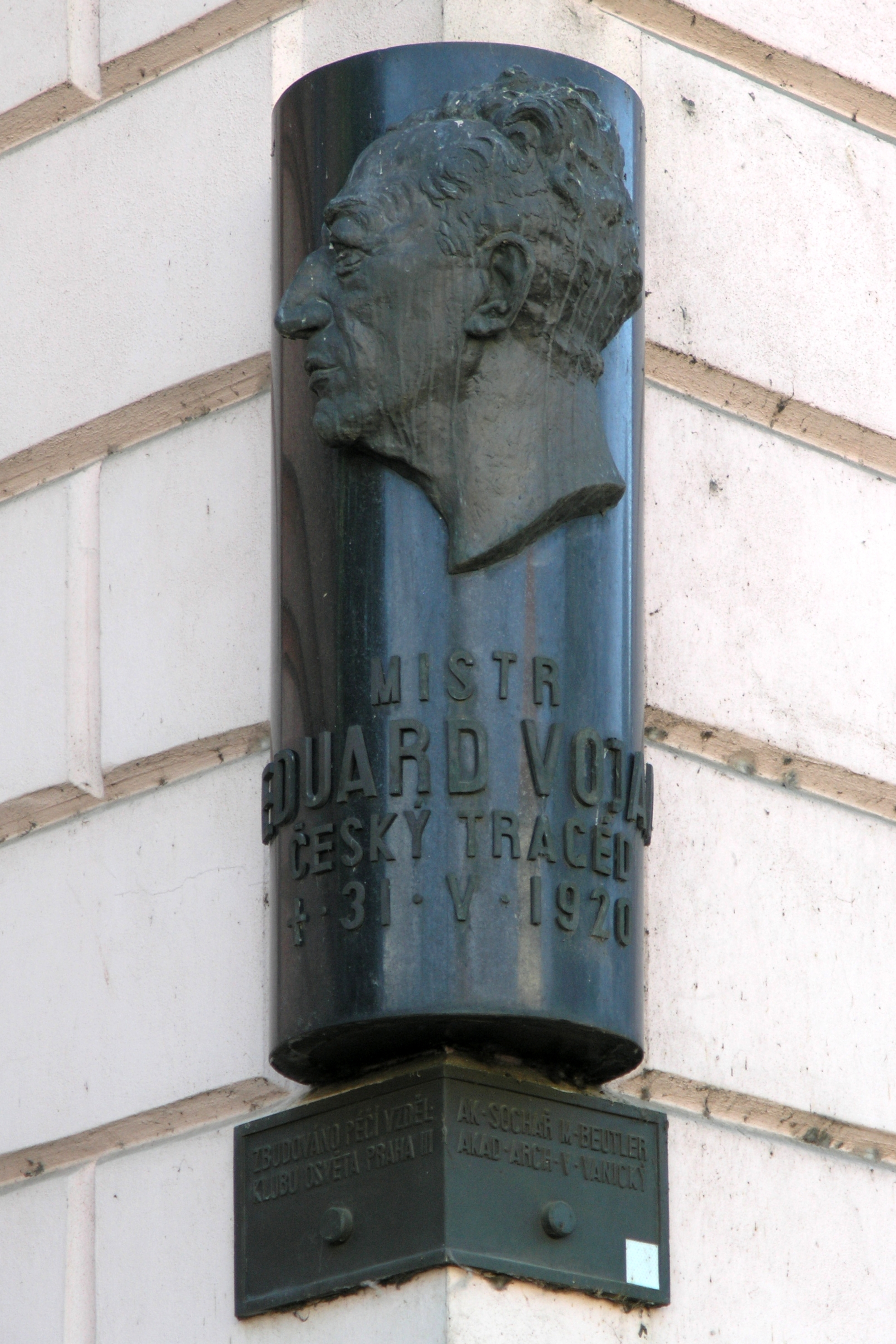
Барельєф Едуарда Вояна в історичному районі Праги Мала Страна

Народився в історичному районі Праги Мала Страна в багатодітній родині чиновника. Незважаючи на заборони батька, який бачив сина майбутнім офіцером австрійської армії, Едуард з юності мріяв стати актором і грав ролі в аматорських театрах.
Це стало приводом до серйозної сварки з батьком, після якої шістнадцятирічний Едуард покинув рідну домівку, і в лютому 1869 року дебютував у трупі І. Кремера, потім виступав у пересувних трупах. Переважно грав ролі «героїв-коханців».
У театральних сезонах 1886—1888 років постійно зростала популярність Е. Вояна як драматичного актора, здатного чуйно розрізняти природу ролей і зрозуміти внутрішній світ та характер персонажа, якого грає на сцені. У цей період своєї творчості Воян виробив новий театральний акторський стиль — психологічний реалізм.
Новаторська, реалістична спрямованість мистецтва Е. Вояна довгий час перешкоджала його вступу до Національного театру (Прага), де переважали консервативні тенденції.
У 1888 році Едуард все ж був прийнятий актором до складу трупи Національного театру, а з 1900, після приходу нового керівництва, став провідним актором цього театру.
Серед значних ролей Е. Вояна: Ян Гус і Ян Жижка в однойменних п'єсах А. Їрасека, Францек («Маріша» братів В. і А. Мрштіків), Вершинін («Три сестри») і Астров («Вишневий сад» Чехова), Гамлет, Отелло, Макбет, Річард III (за однойменними творами Шекспіра), Ранк («Нора» Ібсена), Сірано де Бержерак (однойменний твір Е. Ростана), Мефістофель у «Фаусті» Гете, головні ролі в п'єсах Я. Квапіл, Я. Гільберта та ін..
Помер 31 травня 1920 року у Празі. У церемонії поховання Е. Вояна 3 червня 1920 року взяв участь перший президент Чехословаччини Т. Г. Масарик.
Похований Едуард Воян у фамільному склепі на Ольшанському цвинтарі в Празі.

## Нагороди та звання
- Почесний громадянин міста Праги (1913)
- Почесний головний режисер Національного театру (Прага) (1913)